# Колеџ Стејшон (Арканзас)
Колеџ Стејшон (енгл. College Station) насељено је место без административног статуса у америчкој савезној држави Арканзас.

## Демографија
По попису из 2010. године број становника је 600, што је 166 (-21,7%) становника мање него 2000. године.
| Група             | 2000.       | 2010.       |
| Белци             | 40 (5,2%)   | 43 (7,2%)   |
| Афроамериканци    | 703 (91,8%) | 542 (90,3%) |
| Азијати           | 6 (0,8%)    | 0 (0,0%)    |
| Хиспаноамериканци | 6 (0,8%)    | 4 (0,7%)    |
| Укупно            | 766         | 600         |